# Dragotin Lončar
Dragotin Lončar, slovenski zgodovinar, urednik in politik, * 5. november 1876 Brdo pri Lukovici, † 29. julij 1954, Ljubljana.

## Življenjepis
Rodil se je kot Karel Lončar očetu Ignacu in materi Apoloniji (rojena Zabret). Lončar je po končani gimnaziji študiral na Karlovi univerzi v Pragi, kjer je leta 1904 diplomiral in tudi doktoriral iz geografije. Nato je učil zgodovino in zemljepis v Ljubljani, Kranju in Idriji. Pred prvo svetovno vojno se je pridružil Jugoslovanski socialdemokratski stranki in bil član njenega desnega krila pod vodstvom Albina Prepeluha. Iz stranke je izstopil po združitvi s centralisti, leta 1924 pa je bil med ustanovitelji Slovenske republikanske stranke kmetov in delavcev. Ta se je nato leta 1927 združila s Slovensko kmečko stranko. Po vzpostavitvi kraljeve diktature kralja Aleksandra I. se je Lončar umaknil iz politike. V drugi polovici tridesetih let je bil privrženec politike Vladka Mačka.
Med drugim je bil Lončar ravnatelj Narodnega muzeja v Ljubljani ter med letoma 1920 in 1947 predsednik Slovenske matice (odstopil že 1945, kar je bilo sprejeto šele 1947). Nekaj časa je bil tudi ravnatelj I. državne realne gimnazije v Ljubljani. Sodil je v krog vodilnih slovenskih ideologov socializma.

## Glavna dela
- Politično življenje Slovencev (1906), 2. izd. Ljubljana, 1921. e- knjiga na sistory.si
- Dr. Janez Bleiweis in njegova doba (1910)
- Slovenci: načrt slovenske socialne zgodovine (1911)
- Ivan Prijatelj, Janko Kersnik, njega delo in doba [ocena] (1914)
- Politika in zgodovina : nekoliko odgovorov na dnevna vprašanja (1923)
- Kako je nastalo današnje delavstvo in njegovo gibanje (1930)
- Dragotin Dežman in slovenstvo (1930)